# اگات (کلرادو)
اگات، کلورادو (به انگلیسی: Agate, Colorado) یک منطقهٔ مسکونی در ایالات متحده آمریکا است که در کلرادو واقع شده‌است.

## خصوصیات
اگات ۱٬۶۶۰ متر بالاتر از سطح دریا واقع شده‌است.